# 奈吉泡
奈吉泡是一个位于中国吉林省前郭尔罗斯县的湖泊，面积约为4.5平方千米，平均水深约为3米。